# Dymasius macilentus
Dymasius macilentus är en skalbaggsart som först beskrevs av Francis Polkinghorne Pascoe 1859.  Dymasius macilentus ingår i släktet Dymasius och familjen långhorningar.
Artens utbredningsområde är Sri Lanka. Inga underarter finns listade i Catalogue of Life.